# CQ
CQ（シーキュー）は、無線通信において、通信可能の範囲内にある全ての無線局を一括して呼び出す、あるいは、それらに対する通報を同時に送信しようとするときに用いられる略符号である。

## 歴史

### 世界

#### CQ符号の誕生
CQは、19世紀の英国で定められた有線電信用の通信略符号である。英国の"Handbook of the Telegraph"（電信ハンドブック）の1870年（明治3年）版に初登場し、『All Stations.　 A notification to all postal telegraph offices to receive the message.』と定義された。2文字目が"Q"の通信略符号が目立って多く定義されていることから、CQという文字自体に意味はないと考えられる。
19世紀の英国の鉄道電信では毎晩22時の時刻通報ならびに重大ニュースを送信する際にCQ（全局への注意喚起）を前置した。英国に本社を置くマルコーニ社では創業以来、鉄道会社の通信士を中心に採用してきたため、無線電報サービスを行う商用船舶局が増加しはじめた1902－03年頃には、ごく自然に無線電信でも「全局呼び出し」符号としてCQが使用されていた。

遭難信号のCQDについては『SOS』を参照

#### CQとSOE
テレフンケン社のあるドイツ帝国では、無線法（Regelung der Funkentelegraphie im Deutschen Reich：1905年3月30日公布）を定めて1905年4月1日より施行した。それまでドイツ船は「全局呼び出し」符号に「・・・－－－・」（SOE）を使っていたため、これを無線法の第4条Aに盛り込み規定したのである。こうして「全局呼び出し」符号はマルコーニ社の CQ と、テレフンケン社の SOE というように、無線会社により異なる時代がしばらく続いたが、マルコーニ社が「他社とは交信しない」という方針を採っていたため、船舶無線界としては符号不統一による不都合は特に無かった。

#### CQで世界統一
1912年にロンドンで開かれた第二回国際無線電信会議で世界共通（無線会社共通）の「全局呼び出し」符号の制定が協議された。会議ではマルコーニ社のCQを採択し、国際無線電信条約附属業務規則第25条第3項にCQが規定された。締結に調印した各国は、この規則が発効する1913年7月1日までに批准し、自国の無線規則をこれに準拠するように改正したため、「全局呼び出しCQ」が全世界に広まった。すなわち国際的な"CQ"のはじまりは1913年7月1日である。
- ARTICLE 25　（Detailed Service Regulations appended to The International Radiotelegraph Convention）

1.　　The call comprises the signal －・－・－, the call-signal of tile station called, sent three times, and tile word "de" followed by the call-signal of the sending station, sent three times.
2.　　The station called shall reply by giving the signal －・－・－, followed by the call-signal, sent three times, of the calling station, by the word "de," its own call-signal, and the signal －・－.
3.　　Stations which wish to enter into communication with ships, without, however, knowing the names of those ships which arc within their radius of action, may use the signal －・－・　－－・－ (signal of enquiry). The provisions of paragraphs 1 and 2 are also applicable to the transmission of the signal of enquiry and to the reply to that signal.
なおCQが英語の"Seek You"（貴方を探す）や、フランス語の"Sécurité"（セキュリテ）に由来するという説や、"Call to Quarters"（四方へ呼び掛け）や"Come Quick"（すぐ応答せよ）の略語だとする説もあるが、いずれも検証されていない。

### 中国
中国の無線電信は逓信省が実用化を急ぐ海軍省に技術者を出して研究を進めたため、海軍省が先行して実用化を達成した。そのため海軍省が日本初の無線通信規則となる『無線電信通信取扱規則』を定め、その第16条で5種類（イ、ヘ、フ、ネ、ム）の呼出略符号を規定した。海軍の全艦船・全望楼を一括して呼出すための「全局呼び出し」符号は和文モールスの「ム」（欧文の「Ｔ」。長音一つ）だった。

#### 逓信省はドイツのSOEを採用
日露戦争が終わり、逓信省の無線研究が再開された。逓信省としては1906年（明治39年）にベルリンで開かれた第一回国際無線電信会議の条約と規則が発効する1908年（明治41年）7月1日までに、日本でも海上移動による無線電報サービスを創業することを目指した。突貫工事で海岸局の建設と船舶局を設置し、それに従事する通信士を養成して、1908年5月16日、銚子無線JCSと天洋丸TTYの2局で逓信省の無線電報ビジネスがスタートした。これに合わせて直前の4月9日に『無線電報取扱規程』を定め、ドイツ帝国の無線法にならい、本規則第6條に探呼略符号 ・・・― ― ― ・（SOE）を規定した。

#### 海軍省は反転させたEOSを採用
逓信省が無線電報サービスを創業したため、これまで海軍省の無線電信所（陸上）と艦船（海上）の間で交わされてきた無線電報の中で、官報の送信など軍用通信には当てはまらないものは、通常電報として逓信省の海岸局が有料で扱うことに決まった。逓信省と海軍省間で電報が交換されるため、1908年10月28日に、海軍省でも『海軍無線電報取扱規約』を定め両省で規則を統一した。
海軍省はその第8条に探呼略符号 ・― ― ― ・・・（EOS）を規定した。このように逓信省の略符号と反転させたものを制定したことで、SOEが聞こえれば逓信省の「全局呼び出し」、EOSが聞こえれば海軍省の「全局呼び出し」であると簡単に区別がついた。

#### 逓信SOEと海軍EOSをCQで統一
1912年（明治45年）6月4日から7月5日まで開かれた第二回国際無線電信会議（ロンドン）において、「全局呼び出し」符号を世界統一の"CQ"にすることが採択された。日本政府はこれを批准して、1913年（大正2年）6月28日に公布、同年6月30日に官報で告示した。
- 第二十五條　（国際無線電信条約附属業務規則　大正2年7月1日施行）

一　　呼出ハ －・－・－ ナル符号、三回伝送スル 被呼局ノ符号及「de」ナル語辭ノ次ニ 三回伝送スル送信局ノ符号ヨリ成ルモノトス
二　　被呼局ハ －・－・－ ナル符号ノ次ニ　三回伝送スル対手局ノ符号、「de」ナル語辭、自局ノ符号及 －・－ ナル符号ヲ伝送シ応答スルモノトス
三　　自局ノ通信圏内ニ在ル船舶ノ名ヲ知ラサルモ 之ト通信ヲ開始セムト欲スル局ハ －・－・ －－・－ ナル符号（探呼符号）ヲ使用スルコトヲ得　　第一項及第二項ノ規定ハ又探呼符号ノ伝送及該符号ニ対スル応答ニ之ヲ適用スヘキモノトス
そして1913年10月10月に改正された、『無線電報取扱規程』および『海軍無線電報取扱規約』により、日本の探呼符号（全局呼び出し）は"CQ"に一本化された。このように日本の国内規則をロンドンの国際規則と整合させる作業は発効日（7月1日）より2箇月ほど遅れて実施されたのである。
現在の日本では、無線局運用規則（以下、「運用規則」と略す）『別表・第2号 無線電信通信の略符号』の『2 その他の略符号』の『（1） 国内通信及び国際通信に使用する略符号』に定められている。無線用語も参照のこと。

## 通信方法
運用規則の「第3章 海上移動業務、海上移動衛星業務及び海上無線航行業務の無線局の運用」の「第2節 通信方法」の「第4款 モールス無線通信及び無線電話通信」にモールス通信のために定められている。

### 各局あて同報
通信可能の範囲内にあるすべての無線局にあてる通報を同時に送信しようとするときは、次の事項を順次送信する（運用規則第59条）。
1. CQ 3回以下
2. DE 1回
3. 自局の呼出符号 3回以下
4. 通報の種類 1回
5. 通報 2回以下

### 海岸局の一括呼出し
一般海岸局は、別に告示する時刻及び電波により通報の送信を必要とするすべての船舶局を一括して呼び出さなければならない（運用規則第63条第1項）。
1. 中短波帯または短波帯の周波数の電波を使用する場合（運用規則第63条第2項第1号）、次の事項を順次送信する。
1. CQ 3回以下
2. QTC 2回
3. 各船舶局の呼出符号（アルファベット順による）それぞれ2回
4. DE 1回
5. 自局の呼出符号 3回以下

2. 中波帯の周波数の電波を使用する場合（運用規則第63条第2項第2号）、次の事項を順次送信する。
H2A 電波 500kHzにより、
1. CQ 3回以下
2. DE 1回
3. 自局の呼出符号 3回以下
4. QSW 1回
5. 一括呼出に使用する周波数 1回

直ちに5の周波数の電波に変更し、
6.　VVV 数回（適当に自局の呼出符号をその間に送信する）
7.QTC 2回
8.各船舶局の呼出符号（アルファベット順による）それぞれ2回
9.DE 1回
10.自局の呼出符号 3回以下

3. 第1項の時刻において送信すべき通報がないとき（運用規則第63条第2項第3号）
次の事項を順次送信してその旨を各船舶局に通知する。
1. CQ 3回以下
2. DE 1回
3. 自局の呼出符号 3回以下
4. QRU 2回以下
5. VA 1回

4. 2及び3の規定は、一般海岸局以外の海岸局が、通報の送信を必要とする船舶局を一括して呼び出す場合に準用する（運用規則第63条第2項第5号）。

### 一括呼出しの応答順位
免許状に記載された通信の相手方である無線局を一括して呼び出そうとするとき（運用規則第127条）。
次の事項を順次送信する。
1. CQ 3回
2. DE 1回
3. 自局の呼出符号 3回以下
4. K 1回

### 特定局あて一括呼出し
二以上の特定の無線局を一括して呼び出そうとするとき（運用規則第127条の3第2項）。
次の事項を順次送信する。
1. CQ 地域名 2回以下
2. DE 1回
3. 自局の呼出符号 3回以下
4. K 1回

## アマチュア無線における用法
アマチュア無線では、不特定のアマチュア局に対しての通信の呼掛け（CQ呼出しまたは一般呼出しと呼ばれる）として用いられる。「誰でもよいので交信する相手を探しています」というような意味合いである。呼び出す側は、電信ではDE（フランス語で「〜から」の意）、電話では「こちらは（This is）」の後に自局のコールサインをつけることで表す。
CQ呼出しは、CQ DX（遠く離れた（又は外国の）全ての局の呼出し）のように文字を追加することで、またコールサインのプリフィックスをつけることで（例えばCQ VKはオーストラリアの局の呼出し）、呼び出す局を限定することができる。アマチュア無線では、慣用的にCQの後に周波数帯を周波数または波長表記でつけることがある（CQ 40m（フォーティーメーター、7MHz帯）、CQ 430（フォーサーティーまたはヨンサンマル、430MHz帯）など）。
アマチュア無線のデジタル通信モード（例：WSJT）では、電文短縮のため、DE（〜から）を省き、CQ 自局のコールサインという構文とし、特定の局との交信段階では、相手識別符号　自局識別符号　電文（何デシベル、TMO形式による信号報告）という最低限度の電文によって交信され。なお、TMO形式とは、耳では聴こえない信号を報告する方法の一つであって、T（一つの長点）=電文が少しも解読されない、M（二つの長点）=一部の電文が解読される、O（三つの長点）=すべての電文が解読できると区分して、EME（地球、月、地球）という月面反射通信及び地上の微弱電波通信の場合に利用される。

## CQに由来するもの
- CQ出版の略称。
- CQ出版が発行しているアマチュア無線の専門誌『CQ ham radio』の略称。
- アメリカの出版社 CQ Commuminications Inc.の略称。日本ではCQ出版社との区別のためUS-CQ社と表記される。また同社はアマチュア無線の国際的なコンテスト「CQ World Wide DX Contest」の主催者でもある。 
  - US-CQ社の発行するアマチュア無線雑誌『CQ Amateur Radio』の略称。日本ではやはりUS-CQ誌と表記される。
- アメリカ映画『CQ』。監督はロマン・コッポラ。「seek you」が題名の由来となっている。
- 「C.Q.」中島みゆきの楽曲。アルバム『歌でしか言えない』に収録。
- 「CQCQ」ロックバンド・神様、僕は気づいてしまったの楽曲。TBS系ドラマ『あなたのことはそれほど』主題歌。